# アンソロジーコミック
アンソロジーコミックは、漫画におけるアンソロジーであり、主に短編や読み切りの漫画を収録した出版物を指す。コミックアンソロジーやコミックアラカルトと呼ばれる場合もある。

## 日本のアンソロジーコミックの特徴
- 一つのテーマに沿った複数の漫画作品が掲載される。
  - アニメ・ゲーム・特撮など漫画以外の題材を二次創作でコミカライズしたものが多い。
- 新人や中小出版社の漫画雑誌を中心に活動するベテランなど、連載時点では比較的無名である漫画家の作品の掲載が多い。
- ほとんどが書籍扱いのムック本・ソフトカバーの単行本として刊行される。
  - 書籍扱いのため、版元が絶版とするまでは流通在庫限りで購入が可能である。
- 中小出版社や漫画に注力していない出版社から多く出版されている。
- 漫画専業の出版社（竹書房など）や定期刊行のシリーズ（ねこぱんちなど）によっては、漫画雑誌の増刊やコンビニコミック（雑誌）扱いで、コンビニエンスストアを中心に販売期間を定めて刊行されている。
- タイトルによっては電子書籍化され、長期間販売される。

## 二次創作漫画のアンソロジーコミック

### 同人誌との共通点
題材とされる原作が、コンピュータゲーム・漫画・小説（特にライトノベル）・アニメなどのうち知名度が高いものが多いことが共通点である。

### 同人誌との違い
同人誌との大きな違いは、出版社が出版し一般の書店に並ぶことである。このため、同人誌即売会や同人ショップだけでなく、地方にある書店でも購入できる。アンソロジーコミックに掲載されたことをデビューしたと表現する同人作家がいるのも、一般書店に露出するためである。
二次創作漫画を書店流通させることになるので、原作を発売したメーカーや版元の公認を得て行われるケースが増えてきたが(作品によってはタイトルに公式アンソロジーと書かれることもある)、その時々の人気ジャンルで特に性的描写を含む作品を収録した成人向けのものについては、未だに原作者や企業に無断で出版しているものも多い。これらの無断で出版されている成人向けアンソロジーは法的には違法であるが、出版者側は原作のタイトルをそのまま使わない・キャラクター名を部分的に変更するなどの防衛策を取ることが多い。一方で、コーエーのように自社で発売したゲームのアンソロジーコミックを出版するというケースもある。
通常の商業誌扱いとして流通するため、他社の作品名やキャラクター名・商標などの商品名を出せないなどの制限があり、同人誌ほど自由に絵やストーリーを描けるわけではない。原作者や企業の公認を得ているものについてはこの限りではなく作品名やキャラクター名・商標の使用も可能であるが、原作の設定に準拠しているかやキャラクターのイメージを損なう表現が無いかを中心に内容がチェックされることにより、制限が追加される場合も多い。
題材とされる原作は漫画同人誌と同様に、ゲーム・漫画・小説・アニメのうち知名度が高いものが多く、家庭用ゲーム機への移植がないアダルトゲームが題材であっても、性的描写を含めない形で出版されることが多い（同人誌でも多く見られる）。
同人誌として発表された作品のみを纏める場合や、新たに描き下ろされたものを加える場合がある。表紙については描き下ろしの場合が多い。

### 同人誌ジャンルとの関係
日本のコミックアンソロジーは二次創作のアンソロジーが主であるが、特定の題材について描かれた一次創作物を集めた場合もある。これらはいずれも「同人誌の1ジャンルを纏めたもの」としては同等なものであり、人気ジャンルの変遷にともない、今後も様々な種類のものが現れる可能性がある。

## 主なアンソロジーコミックのレーベル
アンソロジー専門でないレーベルも含む。4コマ漫画専門のレーベルに関しては当該項目を参照。
- 一迅社（旧・スタジオDNA）
  - DNAメディアコミックス
- エンターブレイン
  - ブロスコミックスEX
  - マジキューコミックス
- 宙出版
  - おおぞら笑コミックス
  - ツインハートコミックス（廃刊）
- キルタイムコミュニケーション
  - 二次元ドリームコミックス・ゲームアンソロジー
- コーエー
  - コーエーゲームコミックス
- 光文社
  - 火の玉ゲームコミックシリーズ
- スクウェア・エニックス（旧エニックス）
  - ガンガンコミックスアンソロジー
  - スーパーコミック劇場
  - ガンガンWINGコミックススペシャル
- FOX出版
  - FOX Comicsアンソロジー
- 双葉社
  - アクションコミックスKINGDOM
- 芳文社
  - らぶチュ（連載終了）
  - つぼみ（休刊）
  - SAKURA
- ホビージャパン
  - HJコミックス
- マッグガーデン
  - ブレイドコミックス・アンソロジーコレクション